# Fourneaux-le-Val
Fourneaux-le-Val település Franciaországban, Calvados megyében. Lakosainak száma 154 fő (2022. január 1.). Fourneaux-le-Val Les Loges-Saulces, Martigny-sur-l’Ante, Saint-Martin-de-Mieux és Bazoches-au-Houlme községekkel határos.

## Népesség
A település népességének változása:
| Lakosok száma | 149  | 157  | 183  | 181  | 168  | 163  | 158  | 156  | 155  | 154  |
|               | 1968 | 1982 | 1990 | 2006 | 2013 | 2015 | 2017 | 2019 | 2020 | 2022 |